# Loriot à bec effilé
Oriolus tenuirostris
Espèce
Statut de conservation UICN

 LC  : Préoccupation mineure
Le Loriot à bec effilé (Oriolus tenuirostris) est une espèce de passereau de la famille des Oriolidae.

## Répartition
Le Loriot à bec effilé se trouve au Bhoutan (vallées orientales entre 1 200 et 1 600 m), Birmanie, Chine, Inde, Laos, Népal, Thaïlande, Indonésie et Vietnam.
Entre novembre et avril, cet oiseau migre vers le sud et l'ouest et se rencontre alors également au Népal.

## Habitat
Il habite les forêts humides tropicales et subtropicales.

## Systématique
Il était considéré auparavant comme une sous-espèce du Loriot de Chine avec lequel il peut s'hybrider.

## Sous-espèces
Selon Avibase :
- Oriolus tenuirostris tenuirostris Blyth, 1846 ;
- Oriolus tenuirostris invisus Riley, 1940.